# Aravane Rezaï
Aravane Rezaï (Saint-Étienne, 14. ožujka 1987.) francuska je profesionalna tenisačica iranskog podrijetla.

## Životopis
Profesionalnu karijeru započela je 2005. godine i do sada ima 4 osvojena turnira u pojedinačnoj konkurenciji (Strasbourg i Bali 2009., Madrid i Båstad 2010.) Do danas je pobijedila mnoge vrhunske igračice, kao što su Justine Henin, Jelena Janković, Dinara Safina, Marija Šarapova, Venus Williams i Caroline Wozniacki.
Najbolji plasman u karijeri Rezaï je ostvarila u svibnju 2010., kada je zauzimala 16. mjesto WTA ljestvice.
Aravane Rezaï počela je trenirati tenis s osam godina uz starijeg brata, kojem je isprva dodavala loptice. Trener joj je Patrick Mouratoglou, u čijoj se teniskoj akademiji priprema. Njezina majka Nouchine je fizioterapeutkinja i prati Aravane na turnirima.

## Stil igre
Rezaï je igračica osnovne crte. Omiljena joj je tvrda podloga.

## Vanjske poveznice
- Službena stranica (fr.)(engl.)
- Profil  Arhivirana inačica izvorne stranice od 20. rujna 2010. (Wayback Machine) na stranici WTA Toura

### Ostali projekti
|  | Zajednički poslužitelj ima još gradiva o temi Aravane Rezaï |